# Escoria volcánica

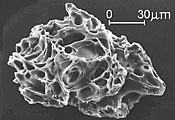
Partícula de ceniza volcánica tipo proveniente del monte Santa Helena. Se aprecian sus numerosas vesículas que le dan carácter de escoria.

Se denomina escoria volcánica a varios materiales de origen volcánico. Uno de estos es material vesiculado de tamaño lapilli o mayor de composición basáltica o andesítica. Otro uso del término es para denominar la corteza áspera y vesiculada de corridas de lava andesitica o basáltica.